# Hildegard Jenicke
Emmy Doris Hildegard Ottilie Jenicke, verheiratete Hildegard Obrist-Jenicke (* 6. April 1856 in Oettern bei Weimar; † 24. Januar 1937 in Weimar) war eine deutsche Theaterschauspielerin.

## Leben
Schon als Kind begeisterten die Tochter eines Pfarrers die Vorstellungen der deutschen Klassiker, und namentlich waren es die schillerschen Frauenrollen, für die sie schwärmte. Gleich nach ihrer Konfirmation entschloss sie sich, Schauspielerin zu werden. Sie nahm Unterricht bei der Weimarer Hofschauspielerin Louise Hettstedt (eine Enkelin des Mannheimers Beil, der bei der ersten „Räuber“-Aufführung den „Schweizer“ darstellte). Nach vollendeter Ausbildung nahm sie 1874 erstes Engagement in Sondershausen, es folgten Magdeburg (1875 bis 1876) und Straßburg (1876 bis 1878). 1878 erhielt sie einen Ruf nach Weimar und bereits 1886 wurde sie dort auf Lebenszeit verpflichtet. Im Jahre 1893 schied die Künstlerin von der Weimarer Bühne, um sich mit dem Hofkapellmeister Aloys Obrist zu vermählen. Gelegentlich eines Gastspieles wurde sie zum Ehrenmitglied des Hoftheaters ernannt. Ihr temperamentvolle, naturwahres Spiel, ihre schöne ausgebildete Sprechweise wurden nicht nur in Weimar, sondern auch an den ersten Bühnen Deutschlands, Russlands und der Schweiz gebührend gewürdigt.
Nach ihrer Heirat widmete sie sich Frauenthemen und war Herausgeberin des Jahrbuches für die deutsche Frauenwelt 1899.